# 网脉野桐
网脉野桐（学名：Mallotus reticulatus）为大戟科野桐属下的一个种。

## 扩展阅读
- 維基物種上的相關：网脉野桐